# Vlky
Vlky é um município da Eslováquia, situado no distrito de Senec, na região de Bratislava. Tem 3,62 km² de área e sua população em 2019 foi estimada em 405 habitantes.

## Demografia
| Ano:        | 1994 | 2004    | 2014   | 2024   |
| ----------- | ---- | ------- | ------ | ------ |
| Broj ljudi: | 360  | 407     | 423    | 415    |
| Razlika:    |      | +13,05% | +3,93% | -1,89% |

| Ano:               | 2023 | 2024   |
| ------------------ | ---- | ------ |
| Número de pessoas: | 416  | 415    |
| Diferença:         |      | -0,24% |